# گونار سونستبی

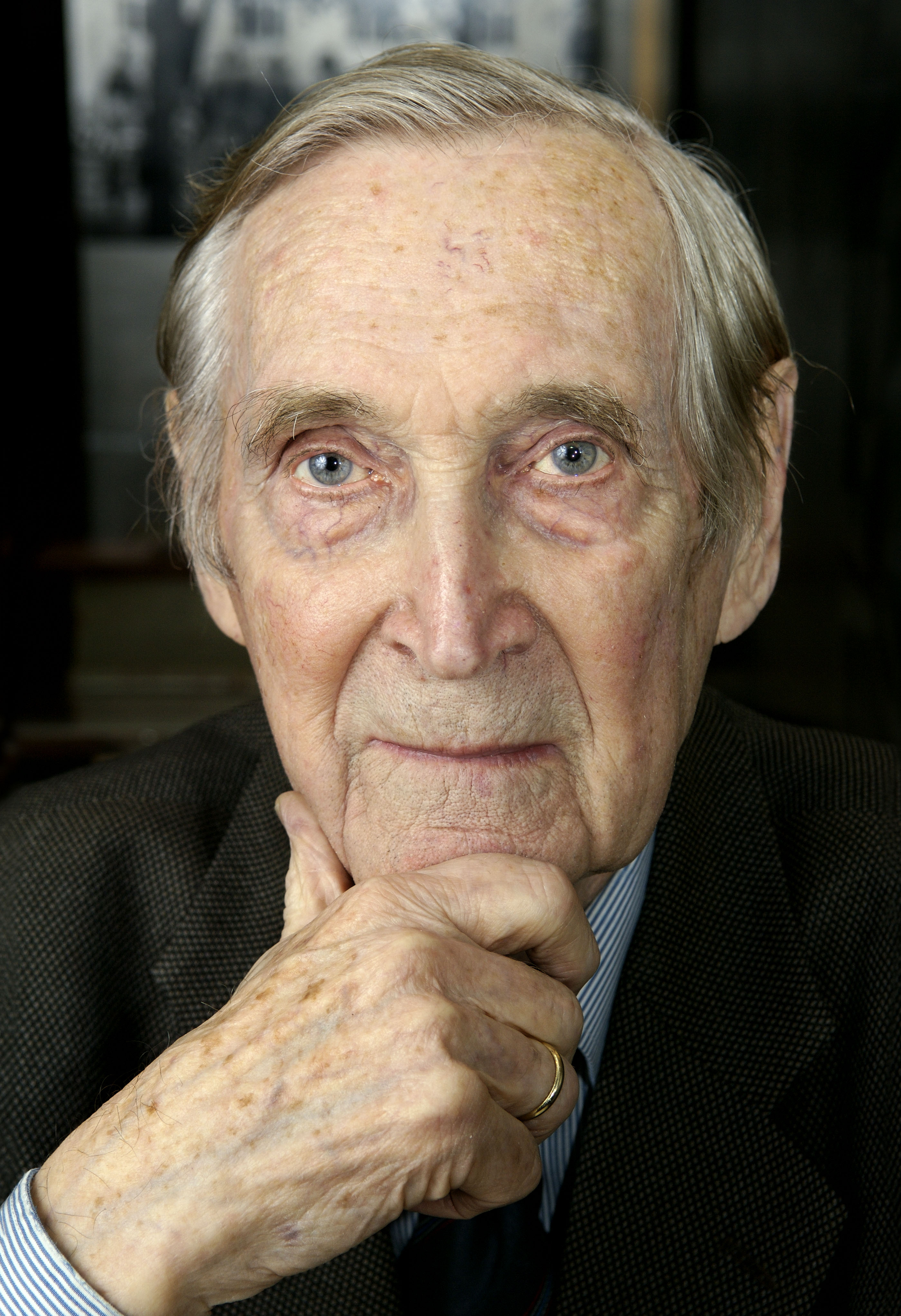
در سال ۲۰۰۸

گونار سونستبی (Gunnar Sønsteby) (۱۱ ژانویه ۱۹۱۸– ۱۰ می ۲۰۱۲) قهرمان ملی نروژ در مقاومت ضدفاشیستی علیه فاشیسم هیتلری و یکی از اعضای جنبش مقاومت نروژ در طول اشغال نروژ توسط آلمان در جنگ جهانی دوم است. مجسمه ای که وی را با دوچرخه اش نشان می‌دهد، در خیابان کارل یوهان اسلو (پایتخت نروژ) نصب شده است.
مجسمه گونار و دوچرخه اش در این مکان، همان لحظه یی را تجسم می‌بخشد که گونار برای نخستین بار مقاومت را انتخاب کرد. لحظه یی که او در همین خیابان از دوچرخه اش پیاده شد تا عبور گردانی از ارتش اشغالگر هیتلر را که در روز تعیین فرمانده و حاکم نظامی هیتلر، برای نمایش قدرت به سوی مجلس نروژ رژه می‌رفت، مشاهده کند.
او بيش از ٢٠ عمليات موفق انجام داد و بالاترين نشان افتخار شهروندي نروژ را دريافت كرده و تنها كسي است كهصليب جنگي با سه شمشير را دريافت كرده و فيلمي با عنوان number24 درباره عملياتهاي او ساخته شده است.
گونار در همین لحظه با خودش گفت «من می‌میرم ولی این را تحمل نخواهم کرد» و از همان‌جا با دوچرخه اش نزد رفقای خود رفت و نخستین هسته مقاومت ضدفاشیستی را بنیان گذاشت.